# 陈浩 (配音员)
陈浩（1979年2月14日—），中國大陸演员、配音演员。參與多次配音和話劇演出，如《我不是李白》和電影《葉問》系列等。以及多部影視作品配音，例如《宮鎖珠簾》雍正、《宮鎖心玉》雍正 、《海绵宝宝》海綿寶寶、《美人心計》周亞夫、《美人天下》裴少卿、《夏家三千金》鐘皓天。

## 作品列表

### 演员作品

#### 话剧
- 话剧《我不是李白》[1]
- 音乐剧《未来组合》、《金沙》

#### 电影
- 电影《塔铺》

#### 电视剧
- 电视剧《山菊花》张金贵
- 电视剧 中国刑警之《女子刑事档案》（死亡之吻）- 饰演刘洋
- 电视剧《我的孩子我的家》 饰演卢宁

#### 电视电影
- 电视电影《军中最后一个马帮》饰演李国华

### 配音导演作品
- 电视剧《叶挺将军》、《北平战与和》
- 动画《加菲猫的幸福生活》、《饼干警长》

### 配音演员作品

#### 电影
国产片
- 《窃听风云2》司马念祖（吴彦祖 饰）
- 《夺命心跳》马本科 （黄维德 饰）
- 《午夜心跳》麦翔昱 （吴镇宇 饰）
- 《最爱》赵得意（郭富城 饰）
- 《男儿本色》陈晋（谢霆锋 饰）
- 《导火线》马军（甄子丹 饰）
- 《叶问》叶问（甄子丹 饰）
- 《叶问2》叶问（甄子丹 饰）
- 《建国大业》田汉（甄子丹 饰）
- 《十月围城》沈重阳（甄子丹 饰）
- 《精武风云》陈真（甄子丹饰）
- 《武侠》刘金喜（甄子丹饰）
- 《窃听风云》林一祥（吴彦祖 饰）
- 《白银帝国》康三爷（郭富城 饰）
- 《女人不坏》司马小刚（冯德伦 饰）
- 《家有喜事2009》曹迪克（古天乐 饰）
- 《追影》许三官（房祖名 饰）
- 《温凉珠》柳艳阳（刘奕君 饰）
- 《陆小凤传奇》花满楼（张智尧 饰）
- 《娜娜的玫瑰战争》洛阳（李承铉 饰）
- 《爱情36计》付满伦（陈晓东 饰）
- 《大玩家》二宝（孙兴 饰）
- 《荒村公寓》郭径（余文乐 饰）
- 《镖行天下之七星端砚》史大龙（尹天照 饰）
- 《镖行天下前传之库丁之谜》王兆兴（吴奇隆 饰）
- 《镖行天下前传之四百里加急》王兆兴（吴奇隆 饰）
- 《镖行天下前传之虎口夺镖》王兆兴（吴奇隆 饰）
- 《镖行天下前传之至尊国宝》王兆兴（吴奇隆 饰）
- 《镖行天下前传之编外人选》王兆兴（吴奇隆 饰）
- 《镖行天下前传之燃眉危机》王兆兴（吴奇隆 饰）
- 《镖行天下前传之烽火辽东》王兆兴（吴奇隆 饰）
- 《镖行天下前传之漠上风云》王兆兴（吴奇隆 饰）
- 《镖行天下前传之决战天涯》王兆兴（吴奇隆 饰）
- 《朱仝与雷横》朱仝（焦恩俊 饰）
- 《哪吒之魔童降世》李靖[2]
- 《哪吒之魔童闹海》李靖[2]

译制片　
- 《变形金刚》为美国大兵等多个角色配音
- 《变形金刚2》为山姆的同学配音
- 《痴男怨女》达林顿（斯蒂文·坎贝尔·摩尔 饰）
- 《刺客联盟》韦斯利（詹姆斯·麦卡沃伊 饰）
- 《金刚》一直追随导演的年轻四眼小伙子
- 《怒海争锋》（又名《极地远征》）布莱克尼
- 《火线战将》
- 《古墓迷途》【俄罗斯】 契列普
- 《街头之王》一个韩国人、华盛顿、一个投诉人、迪斯肯特四个角色
- 《终极病毒》（又名《电脑终结者》）迪伦
- 《野性的呼唤》【加拿大1997年】 弗朗索瓦
- 《棕榈树》【韩国】 金仁瑞（金旻钟 饰）
- 《马拉松》【韩国】 草原（曹承佑 饰）
- 《蜥蜴》【韩国】 赵强（曹承佑 饰）
- 《快乐到死》【韩国】 金日范
- 《我的B型男友》永斌（李东健 饰）
- 《泰格·伍兹传》泰格·伍兹
- 《雾都孤儿》托尼
- 《怪兽电力公司》垃圾清理工怪物
- 《红磨坊/梦断花都》克里斯汀（伊万·麦格雷戈 饰）
- 《X战警》镭射眼
- 《X战警2》冰人
- 《海绵宝宝历险记》海绵宝宝/鲍伯
- 《冷面赤心》弗瑞迪
- 《洛衫矶大逃亡》艾迪
- 《莉琪的异想世界》大卫希尔盖
- 《掉线寻宝记》汤姆
- 《再生缘》《om shanti om》【印度】 欧姆（沙鲁克·汗 饰）
- 《连理枝》【韩国】
- 《阿罗汉/阿罗汉掌风大作战》【韩国】
- 《撒哈拉奇兵》艾尔
- 《大白鲨之致命武器》米克娄斯
- 《断箭》黑尔
- 《灰姑娘的玻璃手机》
- 《你好，伦敦》【印度】 Arjun （阿克谢·库玛尔 Akshay Kumar 饰）
- 《赛场大返攻》【美国2005年】苍蝇闹闹
- 《蓝色北冰洋》【美国、加拿大1993年】艾瑞克/埃里克·德斯蒙德
- 《三个男人一个摇篮》【印度】阿鲁什
- 《速度与激情5：里约大劫案》罗曼 　　声音电影
- 《巴黎拼图》布兰克 　　深圳先科
- 《对抗性游戏》亚当 　　中录华纳
- 《查理和巧克力工厂》威利·旺卡（约翰尼·德普 饰）
- 《最后的武士》日本天皇、渡边的长子
- 《快乐的大脚》一只大企鹅、波波五小弟之一

#### 电视剧
2021年 　　
- 《斛珠夫人》方諸/方鑒明（陳偉霆飾）

2018年 　　
- 《橙紅年代》劉子光（陳偉霆飾）

2017年
- 《孤芳不自賞》何俠（孫藝洲飾）
- 《烈火如歌》銀雪（周渝民飾）
- 《三生三世十里桃花》折顏（張智堯飾）

- 《軒轅劍之漢之雲》紫衣商睿（高偉光飾）
- 《開封府傳奇》包拯（黃維德飾）

2016年 　　
- 《錦繡未央》拓跋餘（吳建豪飾）
- 《青雲志》青龍（楊旭文飾）

- 《因為·愛》莊道生（言承旭 饰）

2014年
- 《少年神探狄仁杰》狄仁杰（黄宗泽 饰）

2011年 　　
- 《蘭陵王》安德王高延宗（胡宇崴 饰）

2011年 　　
- 《天涯明月刀》傅红雪（钟汉良 饰）
- 《圣堂风云》黎介扬（李威 饰）
- 《爱情睡醒了》项天骐（邱泽 饰）
- 《国际大营救》秦国忠（陈国坤 饰）
- 《单身女王》薛灿（黄维德 饰）
- 《十二生肖传奇》鼠米俊非（陈浩民 饰）
- 《春光灿烂猪九妹》孙悟空（乔任梁 饰）
- 《夏家三千金》钟皓天（陈楚河 饰）
- 《水浒传》西门庆（杜淳 饰）
- 《欢喜婆婆俏媳妇》铁长欢（何晟铭 饰）
- 《画皮》庞勇（李宗翰 饰）
- 《宫》四阿哥胤禛（何晟铭 饰）

2010年 　　
- 《盛女的黄金时代》李好（陈键锋 饰）
- 《一一向前冲》曹砚（霍建华 饰）
- 《灵珠》无道（蒋毅 饰）
- 《猎人笔记之谜》李大牛（陈小春 饰）
- 《天地姻缘七仙女》梅若莹（陈浩民 饰）
- 《国色天香》宫少华（何晟铭 饰）
- 《天地民心》青年祁隽藻（袁弘 饰）
- 《无间有爱》冯毅（贺军翔 饰）
- 《怒海雄心》凌不凡（马文龙 饰）
- 《迷雾重重》陈元地（王学兵 饰）
- 《三国》周瑜（黄维德 饰）
- 《孔子春秋》少正卯（袁文康 饰）
- 《美人心计》周亚夫（何晟铭 饰）
- 《唐宫美人天下》裴少卿（何晟铭 饰）
- 《吴承恩与西游记》吴承恩（六小龄童 饰）
- 《大丫鬟》沈流年（何晟铭 饰）
- 《良家妇女》林铁川

2009年 　　
- 《一起来看流星雨》叶烁（魏晨 饰）
- 《牛郎织女》夏炎（郝柏杰 饰）、灶王（孙兴 饰）
- 《又见阿郎》白建雄（陈冠霖 饰）、刘明朗（徐僧 饰）
- 《租个女友回家过年》孙翌伟/孙翌磊（杜淳 饰）
- 《难为女儿红》颜羽扬（何家劲 饰）
- 《谁知女人心》梁超（候俊杰 饰）
- 《丐侠传奇》高不就 （何中华 饰）
- 《钻石豪门》于崇伟（蒋毅 饰）
- 《莲花雨》乔子良（李国毅 饰）
- 《内线》梁冬哥（钟汉良 饰）
- 《玫瑰江湖》林初一（何晟铭 饰）

2008年 　　
- 《潜伏》米志国等多个配角
- 《精武陈真》陈真（陈小春 饰）
- 《霍元甲》陈真（陈小春 饰）
- 《少林僧兵》戚继光（李铭顺 饰）
- 《锁清秋》冷云（何晟铭 饰）
- 《浣花洗剑录》呼延大藏（谢霆锋 饰）
- 《大瓷商》赵如心（万弘杰 饰）
- 《少年讼师纪晓岚》纪晓岚（黄维德 饰）
- 《牵牛花开的日子》夏庆俊（窦智孔 饰）
- 《生命有明天》秦火（吴镇宇 饰）

2007年 　　
- 《大旗英雄传》云铮（崔林 饰）
- 《女人花》丁如松（刘昌伟 饰）
- 《君子好逑》沙武（赵鸿飞 饰）
- 《最后的格格》温良玉（陈键锋 饰）
- 《新不了情》张少杰（陈坤 饰）
- 《暴雨梨花》文虎（张博 饰）
- 《深宅》吴嘉勋（李刚 饰）
- 《顺娘》周舍（何中华 饰）
- 《国家宝藏之觐天宝匣》军师（修庆 饰）
- 《十大奇冤》刘福星（张卫健 饰）
- 《山菊花》孔居显（孔斐 饰）

2006年 　　
- 《你是我的命》（中韩合拍）唐浩（郑国霖 饰）
- 《大敦煌》方天佑（黄海冰 饰）
- 《换子成龙》林钧山（杜淳 饰）
- 《记忆之城》周汉英（叶静 饰）
- 《误入军统的女人》万国风（贾峰 饰）
- 《少年包青天3》耶律文才（李东翰 饰）

2005年 　　
- 《宝莲灯》东海八太子敖春（刘冠翔 饰）、钱铁柱（宗峰岩 饰）
- 《大宋提刑官》赵捕头（林强 饰）
- 《巴黎童话》齐翔（何润东 饰）
- 《滇西往事》章子雄（周一围 饰）
- 《精卫填海》后羿（李解 饰）
- 《小城故事》唐名彦（印小天 饰）
- 《无国界行动》杰米（温兆伦 饰）

2004年 　　
- 《水月洞天》、《灵镜传奇》童战（杨俊毅 饰）
- 《幻影神针》岳天麟（连凯 饰）
- 《京城四少》杜立寒（常铖 饰）

2003年 　　
- 《少女总裁》江南雨（杜淳 饰）
- 《隋唐英雄传》罗成（聂远 饰）

2002年 　　
- 《水晶之恋》杨俊逸 （杨俊毅 饰）

2001年 　　
- 《重拳出击》王志强（陈小春 饰）

译制剧 　　
- 《爱上女主播》陈易仆（张赫 饰）
- 《爱情的条件》 卢允泽（池城 饰）
- 《人人都爱雷蒙德》 第8季 第6集 为Peter配音
- 《这里的黎明静悄悄》奥夏宁

#### 动画
- 《魁拔》马婶 土系天神朴
- 《飞哥与小佛》飞哥
- 《海绵宝宝》海绵宝宝
- 《森林大帝》拉姆内
- 《孔子》曾点
- 《爱探险的朵拉》boots（一只猴子）
- 《日本锁国》莱昂 又译为莱恩
- 《丛林历险记》杰哥
- 《梦里人》孙宇宙
- 《魔角侦探》齐乐天
- 《加菲猫的幸福生活》小吱、尼莫、食神、邮差等多个角色
- 《万能阿曼》阿曼
- 《摩尔庄园冰世纪》哈哈魔法师
- 《哪吒之魔童降世》李靖
- 《剑来》齐静春

#### 电子游戏
- 《仙剑奇侠传四》溪仲
- 《仙剑奇侠传五》魔翳[3]
- 《仙剑奇侠传五前傳》枯木(魔翳)